# Walter H. Dalton
Walter H. Dalton, född 21 maj 1949 i Rutherfordton i North Carolina, är en amerikansk demokratisk politiker. Han var viceguvernör i delstaten North Carolina 2009–2013.
Dalton besegrades av Pat McCrory i guvernörsvalet 2012.